# 경화연운
경화연운(중국어 간체자: 京华烟云, 정체자: 京華煙雲, 병음: Jīng huá yān yún 징화옌윈[*], 한자음: 경화연운, 영어: Moment in Peking 모먼트 인 페킹[*])은 중국 문학가 임어당 (林語堂)의 소설이다. 1939년 미국 시사주간지 《타임》은 《경화연운》이 중국 현대사를 가장 잘 보여주는 소설이라고 평하였다. 1975년 노벨문학상 후보에 올랐다. 동명소설을 원작으로 한다.
2005년은 자오웨이 (趙薇, Vicki Zhao), 반월명 (潘粵明), 천바오궈 (陈宝国), 반홍 (潘虹) 주연의 TV 드라마이다. 2006년 제2회 차이나 드라마 어워즈에서 최고시청률상과 최고인기여배우상을 수상하였다. 중국중앙방송이 중일전쟁 60주년을 맞아 제작한 《경화연운》은 방영 당시 CCTV 사상 역대 최고 시청률을 기록하였다.

## 내용
1900년대 초기의 중국 베이징을 배경으로 요씨, 증씨, 우씨 세 가문의 흥망성쇠를 다룬다. 개화기 여성 요목란(姚木蘭)의 인생을 중심으로 주변 인물들의 우여곡절이 펼쳐진다.

## 드라마
| 년              | 1988년          | 2005년                          | 2014년                            |
| 명              | 경화연운        | 경화연운                        | 신경화연운 (新京华烟云)           |
| 방송국          | 중화 텔레비전   | 중국중앙텔레비전                | 중국중앙텔레비전                  |
| 지방            | 타이완          | 중국                            | 중국                              |
| 화수            | 40화            | 44화                            | 43화                              |
| 연출            | 이영, 임겅청    | 장자은                          | 정앙국, 심이                      |
| 주제가          |                 | 자오웨이《발현(發現, Realize)》 | 후문 (胡雯)《운남푸경(雲淡風輕)》 |
| 역할            | 배우            | 배우                            | 배우                              |
| 요목란          | 조아지 (趙雅芝) | 자오웨이                        | 리청 (李晟)                       |
| 요사안 (姚思安) | 부뢰 (傅雷)     | 천바오궈 (陈宝国)               | 진한 (秦漢, 요사원, 姚思遠)       |
| 요부인 (姚夫人) | 오정한 (吳靜嫻) | 조규아 (赵奎娥)                 | 이령옥 (李玲玉)                   |
| 요막수 (姚莫愁) | 조가용 (趙家蓉) | 구기문 (邱琦雯)                 | 칸칭쯔 (阚清子)                   |